# Jérémy Ménez
Jérémy Ménez (ur. 7 maja 1987 w Longjumeau) – francuski piłkarz występujący na pozycji napastnika. Były reprezentant Francji.

## Kariera klubowa
Menez urodził się na przedmieściach Paryża w Longjumeau. Piłkarską karierę zaczynał w klubie z Brétigny-sur-Orge. W 2001 roku w wieku 14 lat trafił do młodzieżowej drużyny FC Sochaux-Montbéliard. Do pierwszego zespołu dołączył w 2004 roku i szybko został zawodnikiem podstawowego składu. W lidze zadebiutował 7 sierpnia 2004 roku w 1. kolejce w wygranym 1:0 meczu z Ajaccio AC. W chwili debiutu nie miał ukończonych 17 lat. W lidze zagrał w 24 meczach i zdobył 4 gole (swojego pierwszego w wygranym 3:1 wyjazdowym meczu z AS Monaco), grając w ataku u boku Francileudo dos Santosa. W meczu z Girondins Bordeaux wygranym 4:0 strzelił hat-tricka, stając się najmłodszym piłkarzem w historii Ligue 1, który tego dokonał. Z Sochaux zajął 10. miejsce. Latem 2005 roku z zespołu odszedł dos Santos i partnerem Meneza w ataku został wówczas Ilan. Menez w sezonie 2005/2006 zagrał w 31 meczach i zdobył 3 gole, a Sochaux zakończyło sezon na 15. miejscu.
Latem 2006 Menezem interesowały się czołowe kluby Francji, w tym Olympique Lyon, jednak Menez przeszedł za 3,5 miliona euro do AS Monaco. Partnerem Meneza w ataku został tam Jan Koller. W barwach Monaco Menez zadebiutował 19 sierpnia w 3. kolejce w zremisowanym wyjazdowym meczu ze Stade Rennais FC. Swojego pierwszego gola dla nowego klubu zdobył w 8. kolejce, a Monaco wygrało wtedy 2:1 z Le Mans FC.
W sierpniu 2008 przeszedł do włoskiego AS Roma. W Serie A zadebiutował 31 sierpnia 2008 w zremisowanym 1:1 domowym meczu z SSC Napoli. Pierwszą bramkę we Włoszech strzelił 6 grudnia 2008 w meczu z Chievo Werona (1:0). W 2009 i 2010 roku zostawał z Romą wicemistrzem Włoch.
W lipcu 2011 roku przeszedł do Paris Saint-Germain F.C. Po 3 latach we francuskim Paris Saint-Germain F.C. przeniósł się do A.C. Milan. 1 lipca 2017 roku Menez został zawodnikiem tureckiego Antalyaspor.
| Sezon   | Klub                     | Kraj    | Rozgrywki | Mecze | Bramki | Rozgrywki Europy   | Mecze | Bramki |
| ------- | ------------------------ | ------- | --------- | ----- | ------ | ------------------ | ----- | ------ |
| 2004/05 | FC Sochaux               | Francja | Ligue 1   | 24    | 4      | Liga Europy UEFA   | 6     | 0      |
| 2005/06 | FC Sochaux               | Francja | Ligue 1   | 31    | 3      | –                  | –     | –      |
| 2006/07 | AS Monaco                | Francja | Ligue 1   | 29    | 7      | –                  | –     | –      |
| 2007/08 | AS Monaco                | Francja | Ligue 1   | 25    | 7      | –                  | –     | –      |
| 2008/09 | AS Roma                  | Włochy  | Serie A   | 29    | 4      | Liga Mistrzów UEFA | 3     | 0      |
| 2009/10 | AS Roma                  | Włochy  | Serie A   | 23    | 1      | Liga Europy UEFA   | 10    | 3      |
| 2010/11 | AS Roma                  | Włochy  | Serie A   | 32    | 2      | Liga Mistrzów UEFA | 6     | 2      |
| 2011/12 | Paris Saint-Germain F.C. | Francja | Ligue 1   | 33    | 7      | –                  | –     | –      |
| 2012/13 | Paris Saint-Germain F.C. | Francja | Ligue 1   | 30    | 5      | Liga Mistrzów UEFA | 6     | 2      |
| 2013/14 | Paris Saint-Germain F.C. | Francja | Ligue 1   | 0     | 0      | Liga Mistrzów UEFA | 0     | 0      |
| 2014/15 | A.C. Milan               | Włochy  | Serie A   | 2     | 3      | –                  | 0     | 0      |

Stan na: 12 czerwca 2014 r.

## Kariera reprezentacyjna
W swojej karierze reprezentacyjnej Menez ma za sobą występy w młodzieżowych reprezentacjach Francji w różnych kategoriach wiekowych. W kadrze U-15 wystąpił w 14 meczach i zdobył 12 goli, w kadrze U-16 jego dorobek to 17 meczów, 6 goli, U-17 – 6 meczów, 6 goli, a U-18 – 10 meczów 3 gole. Obecnie jest członkiem młodzieżowej reprezentacji U-21. Z reprezentacją U-17 został w maju 2004 roku mistrzem Europy, a z reprezentacją U-18 wygrał Meridian Cup w Egipcie w 2005 roku. W dorosłej reprezentacji Francji zadebiutował 11 sierpnia 2010 w przegranym 1:2 towarzyskim spotkaniu z Norwegią.